# Ahron Jacobson
Ahron Jacobson (ca. 1717 i Wandsbek ved Hamborg – 11. december 1775 i København) var en dansk gravør og signetstikker, far til David Ahron Jacobson og Salomon Ahron Jacobson.
Hans herkomst er ukendt, men han var en indvandret jøde og er senest indvandret 1744. Han kunne gravere i sten og metal og må formodes at have haft kunstneriske evner. Dengang var det svært for jøder at gå håndværksvejen, fort laugene ville helst ikke optage dem. Hvis ønsket var at blive guldsmed eller sølvsmed, var det helt umuligt, for det var jøder ganske forbudt at have smeltedigler i deres huse, hvilket ved særskilt rådstueplakat, senest fornyet i 1769, var udtrykkelig bestemt, fordi man havde bitter erfaring for, at tyvekoster af disse materialer oftest havnede hos jødiske hælere, der så lod kosterne nedsmelte.
Han fik bestalling som hofsignetstikker 18. marts 1749, hvilken blev fornyet 29. juli 1766. Jacobson udførte i perioden 1744-1771 knapt 100 signeter, segl og stempler for kongefamilien og regeringskontorerne, stak våbener i det kongelige sølvtøj og skar kongelige portrætter i ædelsten og bjergkrystal, såvel i intaglio som i relief. Desuden leverede han snustobaksdåser, formentlig til videresalg.
Jacobson tilhørte det jødiske reformparti, hvilket omfattede de jøder, der mente, at man udadtil ikke burde skille sig mere ud fra den indfødte befolkning end højst nødvendigt, for på den måde lettere at kunne bane sig vej op ad de sociale rangstiger.
Gravørfaget var ikke omfattet af nogen laugsregler og derfor fandt Ahron Jacobson det hensigtsmæssigt at lade sine to sønner David Ahron Jacobson og Salomon Ahron Jacobson finde samme erhverv som han selv.
Han var gift med Freudche (Frederikke) Nathan (ca. 1715 – 5. maj 1789 i København), datter af købmand Nathan David og Pesche (Birgitte) Cantor. Han er begravet på Mosaisk Nordre Begravelsesplads.
Der findes et portrætmaleri af Jens Juel fra 1767 (Statens Museum for Kunst).